# Houbigant

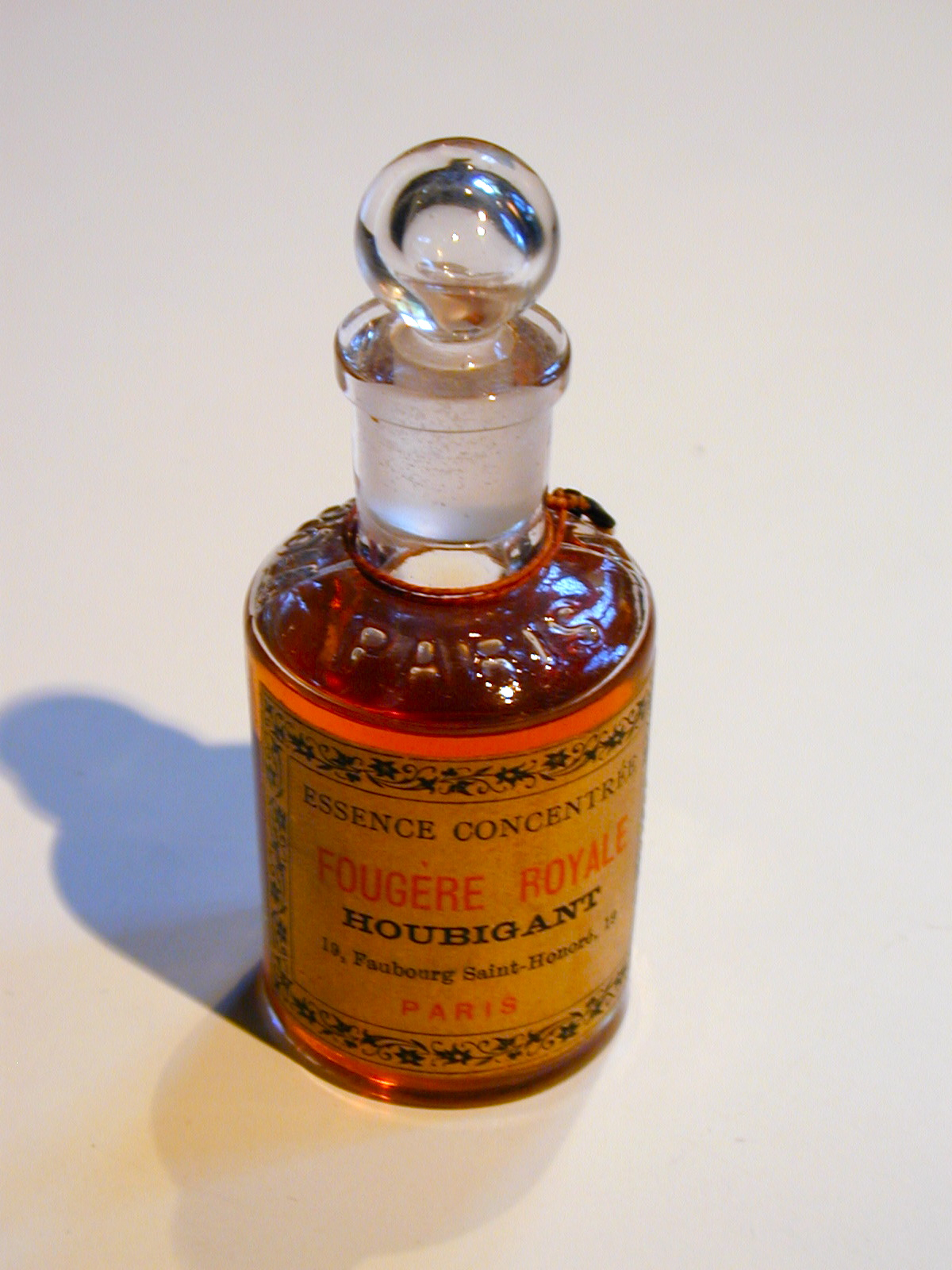
Essência de Fougère Royale (1884) por Paul Parquet.

Houbigant é uma casa perfumista francesa fundada em 1775 por Jean-François Houbigant. Desenvolveu-se consideravelmente entre 1890 e 1925, sob a batuta de perfumistas inovadores como Paul Parquet e Robert Bienaimé. A marca é propriedade da família Perris, estabelecida no Mónaco.

## Lista de perfumes
- Fougère Royale (1884)
- Le Parfum Idéal (1900), considerado por Bienaimé como a obra-prima de Parquet[3]
- Violette Pourpre (1907)
- Quelques Fleurs (1912, reeditado com o nome Quelques Fleurs L'Original)
- Parfum inconnu (1912)
- Cœur de Jeannette (1912)
- La Rose France
- Floraison
- Celle que mon cœur aime
- Farandole
- Chantilly (1941)
- Lutèce (1984)
- Raffinée (1984)
- Duc de Vervins (à base de Fougère Royale, 1985)
- Quelques Fleurs Royale
- Demi-jour (1987)